# Record d'Europe de natation dames du 100 mètres nage libre

## Bassin de 50 mètres
| Temps            |    | Athlète                  | Naissance | Âge | Nationalité          | Compétition                       | Lieu         | Date               |
| ---------------- | -- | ------------------------ | --------- | --- | -------------------- | --------------------------------- | ------------ | ------------------ |
| 1 min 35 s 0     |    | Martha Gerstung          |           |     | Empire allemand      |                                   | Magdebourg   | 18 octobre 1908    |
| 1 min 26 s 6     |    | Claire Guttenstein       |           |     | Belgique             |                                   | Schaerbeek   | 2 octobre 1910     |
| 1 min 24 s 6     |    | Daisy Curwen             |           |     | Royaume-Uni          |                                   | Liverpool    | 29 juillet 1911    |
| 1 min 20 s 6     |    | Daisy Curwen             |           |     | Royaume-Uni          |                                   | Birkenhead   | 10 juin 1912       |
| 1 min 14 s 2     |    | Lotte Lehmann            |           |     | Allemagne            |                                   | Duisbourg    | 15 novembre 1925   |
| 1 min 13 s 2     |    | Marie Braun              |           |     | Pays-Bas             |                                   | La Haye      | 28 novembre 1928   |
| 1 min 11 s 8     |    | Marie Braun              |           |     | Pays-Bas             |                                   | La Haye      | 29 octobre 1929    |
| 1 min 10 s 0     |    | Joyce Cooper             |           |     | Royaume-Uni          |                                   | Paris        | 7 janvier 1931     |
| 1 min 09 s 8     |    | Magda Lenkei             |           |     | Hongrie              |                                   | Budapest     | 30 mai 1931        |
| 1 min 07 s 6     |    | Willy den Ouden          | 1918      | 14  | Pays-Bas             |                                   | Los Angeles  | 7 août 1932        |
| 1 min 06 s 0     |    | Willy den Ouden          | 1918      | 15  | Pays-Bas             |                                   | Anvers       | 9 juillet 1933     |
| 1 min 05 s 4     |    | Willy den Ouden          | 1918      | 17  | Pays-Bas             |                                   | Amsterdam    | 24 février 1934    |
| 1 min 04 s 8     |    | Willy den Ouden          | 1918      | 17  | Pays-Bas             |                                   | Rotterdam    | 15 avril 1934      |
| 1 min 04 s 6     |    | Willy den Ouden          | 1918      | 18  | Pays-Bas             |                                   | Amsterdam    | 27 février 1936    |
| 1 min 04 s 2     |    | Cockie Gastelaars        |           |     | Pays-Bas             |                                   | Amsterdam    | 3 mars 1956        |
| 1 min 04 s 0     |    | Cockie Gastelaars        |           |     | Pays-Bas             |                                   | Schiedam     | 14 avril 1956      |
| 1 min 03 s 2     |    | Greetje Kraan            |           |     | Pays-Bas             |                                   | Hilversum    | 22 mars 1957       |
| Nouvelles règles |    |                          |           |     |                      |                                   |              |                    |
| 1 min 05 s 0     |    | Cocky Gastelaars         |           |     | Pays-Bas             |                                   | Melbourne    | 15 janvier 1958    |
| 1 min 03 s 9     |    | Cocky Gastelaars         |           |     | Pays-Bas             |                                   | Blackpool    | 17 mai 1958        |
| 1 min 03 s 7     |    | Cocky Gastelaars         |           |     | Pays-Bas             |                                   | Budapest     | 1er septembre 1958 |
| 1 min 02 s 9     |    | Cocky Gastelaars         |           |     | Pays-Bas             |                                   | Paris        | 14 juillet 1959    |
| 1 min 02 s 8     |    | Csilla Madarasz-Bajnogel |           |     | Hongrie              |                                   | Budapest     | 2 juillet 1960     |
| 1 min 02 s 5     |    | Csilla Madarasz-Bajnogel |           |     | Hongrie              |                                   | Budapest     | 16 juillet 1960    |
| 1 min 02 s 4     |    | Diana Wilkinson          |           |     | Royaume-Uni          |                                   | Blackpool    | 23 juin 1962       |
| 1 min 02 s 0     |    | Ann-Christine Hagberg    |           |     | Suède                |                                   | Båstad       | 18 juillet 1963    |
| 1 min 01 s 7     |    | Ann-Christine Hagberg    |           |     | Suède                |                                   | Stockholm    | 8 août 1963        |
| 1 min 01 s 5     |    | Ann-Christine Hagberg    |           |     | Suède                |                                   | Örebro       | 18 août 1963       |
| 1 min 01 s 2     |    | Martina Grunert          |           |     | Allemagne de l'Ouest |                                   | Utrecht      | 22 août 1966       |
| 1 min 00 s 8     |    | Judit Turóczy            |           |     | Hongrie              |                                   | Budapest     | 19 août 1967       |
| 1 min 00 s 4     |    | Judit Turóczy            |           |     | Hongrie              |                                   | Budapest     | 28 juin 1968       |
| 1 min 00 s 2     |    | Judit Turóczy            |           |     | Hongrie              |                                   | Budapest     | 13 juillet 1968    |
| 1 min 00 s 0     |    | Judit Turóczy            |           |     | Hongrie              |                                   | Budapest     | 8 août 1969        |
| 59 s 6           |    | Gabriele Wetzko          |           |     | Allemagne de l'Est   |                                   | Budapest     | 23 août 1969       |
| 59 s 6           |    | Gabriele Wetzko          |           |     | Allemagne de l'Est   |                                   | Novossibirsk | 13 avril 1970      |
| 59 s 6           |    | Gabriele Wetzko          |           |     | Allemagne de l'Est   |                                   | Barcelone    | 7 septembre 1970   |
| 59 s 3           |    | Gabriele Wetzko          |           |     | Allemagne de l'Est   |                                   | Barcelone    | 11 septembre 1970  |
| 59 s 21          |    | Gabriele Wetzko          |           |     | Allemagne de l'Est   |                                   | Munich       | 29 août 1972       |
| 58 s 60          |    | Kornelia Ender           | 1958      | 15  | Allemagne de l'Est   |                                   | Halle        | 28 mai 1973        |
| 58 s 60          |    | Kornelia Ender           | 1958      | 15  | Allemagne de l'Est   |                                   | Santa Clara  | 1973               |
| 58 s 25          | RM | Kornelia Ender           | 1958      | 15  | Allemagne de l'Est   |                                   | Berlin       | 13 juillet 1973    |
| 58 s 12          | RM | Kornelia Ender           | 1958      | 15  | Allemagne de l'Est   |                                   | Utrecht      | 18 août 1973       |
| 57 s 61          | RM | Kornelia Ender           | 1958      | 15  | Allemagne de l'Est   | Championnats du monde             | Belgrade     | 8 septembre 1973   |
| 57 s 54          | RM | Kornelia Ender           | 1958      | 15  | Allemagne de l'Est   | Championnats du monde             | Belgrade     | 9 septembre 1973   |
| 57 s 51          | RM | Kornelia Ender           | 1958      | 16  | Allemagne de l'Est   |                                   | Rostock      | 4 juillet 1974     |
| 56 s 96          | RM | Kornelia Ender           | 1958      | 16  | Allemagne de l'Est   | Championnats d'Europe             | Vienne       | 19 août 1974       |
| 56 s 38          | RM | Kornelia Ender           | 1958      | 17  | Allemagne de l'Est   |                                   | Dresde       | 14 mars 1975       |
| 56 s 22          | RM | Kornelia Ender           | 1958      | 17  | Allemagne de l'Est   | Championnats du monde             | Cali         | 26 juillet 1975    |
| 55 s 73          | RM | Kornelia Ender           | 1958      | 18  | Allemagne de l'Est   |                                   | Berlin       | 6 juin 1976        |
| 55 s 65          | RM | Kornelia Ender           | 1958      | 18  | Allemagne de l'Est   | Jeux Olympiques                   | Montréal     | 19 juillet 1976    |
| 55 s 41          | RM | Barbara Krause           | 1959      | 19  | Allemagne de l'Est   | Championnats d'Allemagne de l'Est | Berlin       | 5 juillet 1978     |
| 54 s 98          | RM | Barbara Krause           | 1959      | 21  | Allemagne de l'Est   | Jeux Olympiques (s)               | Moscou       | 20 juillet 1980    |
| 54 s 79          | RM | Barbara Krause           | 1959      | 21  | Allemagne de l'Est   | Jeux Olympiques (f)               | Moscou       | 21 juillet 1980    |
| 54 s 73          | RM | Kristin Otto             | 1966      | 20  | Allemagne de l'Est   | Championnats du monde (r)         | Madrid       | 19 août 1986       |
| 54 s 57          |    | Franziska van Almsick    | 1978      | 15  | Allemagne            | Championnats d'Europe             | Sheffield    | 3 août 1993        |
| 53 s 80          | RM | Inge de Bruijn           | 1973      | 27  | Pays-Bas             | Speedo Grand Prix meet            | Sheffield    | 29 mai 2000        |
| 53 s 77          | RM | Inge de Bruijn           | 1973      | 27  | Pays-Bas             | Jeux Olympiques (d)               | Sydney       | 20 septembre 2000  |
| 53 s 30          | RM | Britta Steffen           | 1983      | 23  | Allemagne            | Championnats d'Europe (f)         | Budapest     | 2 août 2006        |
| 53 s 20          |    | Britta Steffen           | 1983      | 25  | Allemagne            | Championnats d'Allemagne (f)      | Berlin       | 22 avril 2008      |
| 53 s 05          |    | Britta Steffen           | 1983      | 25  | Allemagne            | Championnat de Magdebourg         | Magdebourg   | 19 juillet 2008    |
| 52 s 85          | RM | Britta Steffen           | 1983      | 26  | Allemagne            | Championnat d'Allemagne (s)       | Berlin       | 25 juin 2009       |
| 52 s 56          |    | Britta Steffen           | 1983      | 26  | Allemagne            | Championnat d'Allemagne (f)       | Berlin       | 27 juin 2009       |
| 52 s 22          | RM | Britta Steffen           | 1983      | 26  | Allemagne            | Championnats du monde (rf)        | Rome         | 26 juillet 2009    |
| 52 s 07          | RM | Britta Steffen           | 1983      | 26  | Allemagne            | Championnats du monde (f)         | Rome         | 31 juillet 2009    |
| 51 s 71          | RM | Sarah Sjöström           | 1993      | 24  | Suède                | Championnats du monde (rf)        | Budapest     | 23 juillet 2017    |

## Bassin de 25 mètres
| Temps      | Athlète           | Naissance | Âge | Nationalité | Compétition                         | Lieu      | Date             |
| ---------- | ----------------- | --------- | --- | ----------- | ----------------------------------- | --------- | ---------------- |
| 52 s 80    | Therese Alshammar |           |     | Suède       |                                     | Lisbonne  | 10 décembre 1999 |
| 52 s 17    | Therese Alshammar |           |     | Suède       |                                     | Athènes   | 17 mars 2000     |
| 52 s 14    | Marleen Veldhuis  | 1979      | 28  | Pays-Bas    | Coupe du monde (f)                  | Berlin    | 18 novembre 2007 |
| 52 s 08    | Marleen Veldhuis  | 1979      | 28  | Pays-Bas    | Championnats des Pays-Bas           | Amsterdam | 23 décembre 2007 |
| 51 s 91    | Marleen Veldhuis  | 1979      | 29  | Pays-Bas    | Championnats d'Europe (s)           | Rijeka    | 11 décembre 2008 |
| 51 s 74    | Marleen Veldhuis  | 1979      | 29  | Pays-Bas    | Championnats des Pays-Bas           | Amsterdam | 21 décembre 2008 |
| 51 s 61    | Francesca Halsall | 1990      | 19  | Royaume-Uni | Coupe du monde de natation FINA (f) | Stockholm | 11 novembre 2009 |
| 51 s 19    | Francesca Halsall | 1990      | 19  | Royaume-Uni | Coupe du monde de natation FINA (f) | Singapour | 22 novembre 2009 |
| 50 s 77 RM | Sarah Sjöström    | 1993      | 23  | Suède       | Coupe du monde de natation FINA (f) | Moscou    | 3 août 2017      |
| 50 s 58 RM | Sarah Sjöström    | 1993      | 23  | Suède       | Coupe du monde de natation FINA (f) | Eindhoven | 11 août 2017     |